# Hylorchilus
Hylorchilus är ett släkte med fåglar i familjen gärdsmygar inom ordningen tättingar med endast två arter som enbart förekommer i södra Mexiko:
- Rostbröstad karstgärdsmyg (H. sumichrasti)
- Vitbröstad karstgärdsmyg (H. navai)